# Вахка
Вахка — родовая крепость Рубенидов, армянской династии правителей Киликийского армянского царства. На сегодняшний день крепость расположена на территории Турции, в провинции Адана близ города Феке.

## История
Крепость Вахка, расположенная у среднего течения Сороса, была построена византийцами в конце X-го начале XI века для охраны рубежей империи. В середине XI веке армянский царь Костандин I сын Рубена I-го завладел крепостью, после чего перестроив её она становится родовой крепостью династии Рубенидов. Некоторые историки полагают, что крепость может рассматриваться, как колыбель Армянского киликийского царства. Утвердившись в этой цитадели, Рубениды, сталкиваясь с византийцами, постепенно усилят свой контроль над киликийской долиной. Недалеко от крепости находился один из известных монастырей Киликии — Дразарк, и будущая столица Сис. Дразарк — один из первых армянских культурных центров, откуда дошли до нас самые древние датируемые 1113 годом киликийские манускрипты, иллюстрированные миниатюрами. Побывавший в XIX веке в регионе французский путешественник Леон Поль подойдя к подножию крепости отмечал:Те, кто её строил, крепко держались за свою независимость
На территории крепости в XIII веке творил армянский учёный, монах и миниатюрист Этьен из Вахки.

## Похороненные в крепости
- Изабелла Антиохийская (? — 1206)